# Ecker (Adelsgeschlecht)

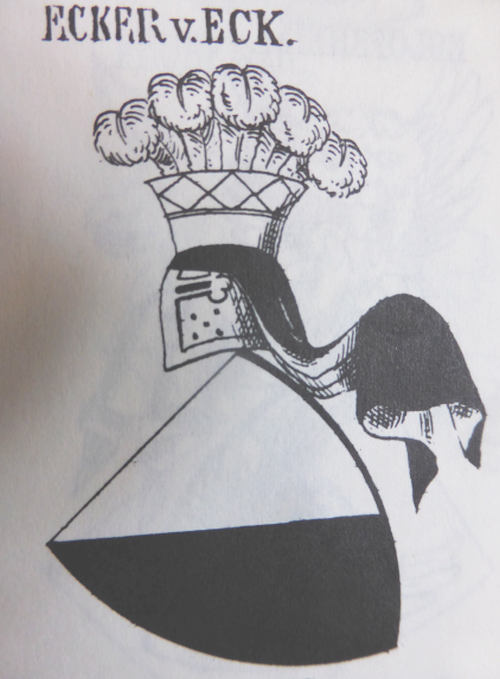
Wappen der Ecker von Egg

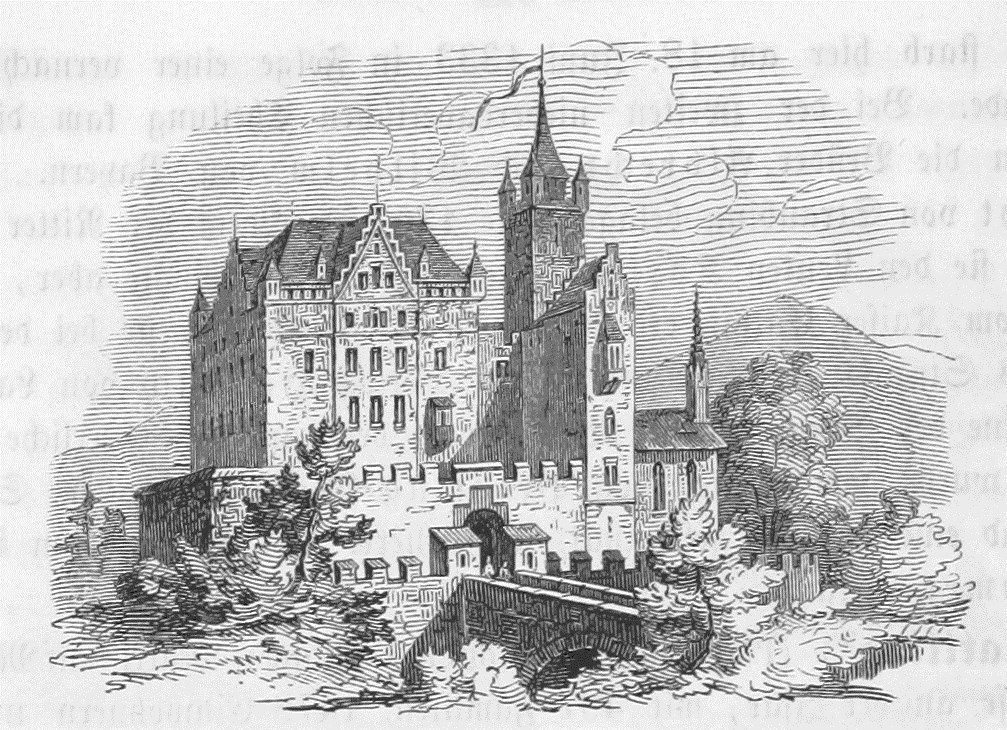
Schloss Egg nach einer Illustration von Pleickhard Stumpf (1852)

Die Ecker (auch Eckher, Ekke, Egk, Eck, Ekk geschrieben) waren Ministeriale der Grafen von Bogen. Einige Familienmitglieder nahmen wichtige Funktionen für die Herzöge von Bayern wahr und besaßen in Niederbayern eine Reihe von Burgen und Hofmarken.

## Ecker zu Egg
Die Ecker waren von 1103 bis 1403 Inhaber von Schloss Egg. Der erste urkundlich genannte dieser Familie ist Thiemo de ecce, der 1103–1108 auf Schloss Egg war. Ihm folgte sein Sohn Jobst nach, der neben Egg auch die Burg Lichtenegg innehatte. Dessen Sohn Hainrich von Eck hat 1165 an dem 10. Turnier teilgenommen, das Welf V. in Zürich veranstaltet hatte. Eine Dorothea von Eck, Frau des Walther von Waldeck, wird noch 1179 bei dem 11. Turnier zu Köln genannt, danach sind für etwa 100 Jahre keine Angaben zu den Eckern greifbar.
Der nächste, der von Wiguleus Hund erwähnt wird, ist Ulrich I. Dieser hat 1284 an dem Turnier zu Regensburg teilgenommen. Gestorben ist er 1310 und seine Grabstätte lag in der nicht mehr existenten Martinskirche von Metten; seine Gattin Viellib de Ekke ist am Barbaratag des Jahres 1312 gestorben. Sein Sohn Ulrich II. war herzoglicher Hofmeister, er starb offensichtlich kinderlos am 23. Februar 1329 und der Besitz ging an seinen Bruder Peter I. über.
Dieser Peter I. wird als miles (lat. = Ritter) bezeichnet. Er war Erzieher und Hofmeister des Herzogs Albert von Straubing-Holland sowie Feldhauptmann des Kaisers Ludwig der Bayer. Er wird 1323 auch als herzoglicher Richter von Deggendorf und später von Mitterfels genannt. 1344 ist er Vizedom zu Straubing und übte als Vertreter des Herzogs auch den Blutbann aus. 1326  wird ihm die Burg Hilgartsberg verliehen. 1333 wurde er auch mit der Burg Natternberg belehnt. Mit fünf anderen Ritter nahm er an den Verhandlungen zur Teilung des Herzogtums Niederbayern durch die Herzöge Heinrich XIV., Otto IV. und Heinrich XV. teil. Herzog Albrecht II. hatte von ihm 15.000 fl geliehen und ihm dafür die Markgrafschaft Cham verpfändet. Allerdings verlor er aus unbekannten Gründen die Gunst des Herrschers und Johann, Landgraf von Leuchtenberg, erhielt das Amt des wichtigen Vizedoms von Straubing. Eine Gelegenheit zur Genugtuung ergab sich, als der Burgvogt der Feste Donaustauf, Rüdiger von Regensburg, der sich weigerte, die Burg an den Kaiser Karl IV. herauszugeben, vor seinem Tod die Burg dem Peter von Ekk anvertraute. Dieser öffnete die Burg für den mit den Wittelsbachern von Straubing verfeindeten Kaiser. Darauf belagerte Herzog Stephan die Burg Natternberg, auf die sich Peter Eck zurückgezogen hatte. Erst als Kaiser Karl IV. mit einem Heer über Donaustauf gegen Natternberg zog,  wurde 1357 ein Landfriede geschlossen und der Peter von Eck konnte unbehelligt von  Natternberg abziehen. Er zog sich daraufhin nach seiner Burg Hilgartsberg zurück, wurde aber hier im gleichen Jahr von Herzog Albrecht belagert und musste die Burg aufgeben. Peter von Eck wird häufig als Sigelzeuge genannt. Er war vermutlich zweimal verheiratet; seine erste Gattin Gertrudis starb am 20. März 1329. Diesem Ekher wurde später der Vorwurf des Raubrittertums gemacht; diese Mär beruht darauf, dass in dem sog. Hungerturm von Schloss Egg menschliche Knochen gefunden wurden. Diese sind aber einfach durch den Blutbann zu erklären, den Peter I.  im Namen der bayerischen Herzöge ausübte.
Der Sohn Peter der Jüngere von Ekk soll bei den Kämpfen gegen die Böhmen bzw. Karl IV. 1347 gefallen sein. Darauf kam der zweite Sohn Albert, ebenfalls als miles bezeichnet, von 1357 bis 1369 in den Besitz von Egg. Er stand bei den bayerischen Herzögen wieder in Ansehen, war herzoglicher Rat (magister curiae ducis), Pfleger von Mitterfels  und Vicedomus von Straubing. Er starb am 19. August 1366. Seine Gattin Chunegundis war bereits kurz vor ihm am 2. Juli 1366 gestorben. Es gab noch einen dritten Sohn namens Peter von dem Peter I. Mit diesem musste Albert 1366  das väterliche Erbe teilen. Dieser hatte fünf Söhne (Peter, Wusch, Weindl, Hanns, Ullrich) und diese verkauften ihren Anteil an Egg an den mit ihnen verschwägerten Wilhelm Fraunberger zum Hag; so erklärt es sich, dass der Frauenberger bereits 1398 Erbrechte auf Eggersche Güter vergeben konnte.
Dem Peter I. folgte sein Sohn Ulrich III. nach, 1369 bis 1399 auf Schloss Egg. Er war 1377 Pfleger in Landau. Aufgrund seines Reichtums konnte er 1386 die Burg Eckmühl von Hainrich Hautzendroffer zu Hautzendorf und dessen Ehefrau erwerben, von da an nannte er sich Ulrich der Egkher zu Egkhmühl. Ebenso erwarb er am 21. Dezember 1378 von den Herzögen Stephan, Friedrich und Johann die Saldenburg und die Burg Seldenaw sowie die Hofmark Rainding cum pertinentis um 32.000 fl auf vierjährige Wiedereinlösung; diese ist aber nicht erfolgt und so konnten die beiden Enkel des Ulrich, Weimar und Albrecht, 1413 Seldenaw an den Georg von Aichperg verkaufen. Rainding kam 1427 nach dem Tod des Ulrich an Heinrich V. von Ortenburg. Ulrich der Egkher zu Egkhmühl hat 1396 an dem 22. Turnier zu Regensburg teilgenommen. Er war mit einer Dorothea verheiratet und das Ehepaar bekam die Tochter Chunigunde, welche Frau des Hannsen von Frauenberg zum Hag wurde.
Der letzte der Ecker in gerader Linie ist Georg, Sohn des Ulrich III. Er wird als miles strenuus, also als entschlossener oder strenger Ritter, bezeichnet. Er ist 1403 am Vorabend zum Fest der Jungfrau Margaretha gestorben und wurde in Metten in der Martinskirche begraben. Sein Erbe wurde verkauft oder kam an die mit ihm verwandten Frauenberger.

## Wappen
Das ursprüngliche Wappen ist quer von der rechtenoberen Ecke nach der linken unteren durch einen Strich geteilt, das obere Feld ist schwarz und das untere weiß. Über dem Schild ist ein Helm und über diesem ist ein Fittich (Flügel), schwarz und weiß wie der Schild. Petrus de Eckh wird folgendes Wappen zugeschrieben: ein Helm mit fünf Federn besteckter Federkorb, quergeteilt mit drei Wecken.

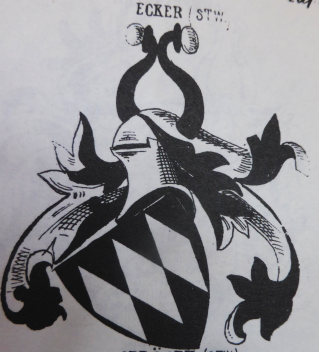
Stammwappen der Ecker

## Stammliste der Ecker
1. N.N.[1]
  1. Thiemo de ecce, 1103–1108 genannt
    1. Jobst
      1. Hainrich von Eck, 1165 als Turnierteilnehmer genannt
        1. N.N.
          1. Ulrich I., 1284–1310 im Besitz von Schloss Egg, † 21. Januar 1310 ⚭ Viellib de Ekke, † 4. Dezember 1312
            1. Ulrich II., 1310–1329 im Besitz von Schloss Egg, † 23. Februar 1329
            2. Peter I.  1329–1357 im Besitz von Schloss Egg,  ⚭ 1. Ehe Gertrudis, † 20. März 1329, ⚭ 2. Ehe, N.N.
              1. Peter der Jüngere, gefallen im Kampf gegen die Böhmen († 1347)
              2. Peter
              3. Albert, Vicedomus von Straubing († 19. August 1366) ⚭ Chunegundis, † 2. Juli 1366
                1. Ulrich III., 1369–1399 im Besitz von Schloss Egg († 1427) ⚭ Dorothea
                  1. Chunigunde ⚭ Hannsen von Freudenberg zum Hag
                  2. Georg († 19. Juli 1403), ultimus familiae

## Weitere Linien der Eckher
In Siebmachers Wappenbuch bzw. in der Neubearbeitung durch von Hefner und Seyler werden ein Bayern mehrere Adelsfamilien mit diesem Namen (z. B. die Eckher von Kapfing oder die Eck von Kelheim) aufgeführt, wobei trotz Namensgleichheit verwandtschaftliche Beziehungen nicht unbedingt gegeben sind.
Als Eckher von Stefling  wird ein Peter der Ecker 1284 genannt, als er an dem 15. Turnier zu Regensburg teilnimmt. 1355 sind die Brüder Heinrich und Peter in Stefling ansässig. Der letzte dieser Ekher soll ein Peter, dictus Chusnay, gewesen sein, der vier Töchter hinterlassen hat. Eine davon heiratet den Grafen Hainrich von Ortenburg und so kam Stefling bis Ende des 15. Jahrhunderts an die Ortenburger.
Die Ecker von Eberding und die Ecker von Mässing werden als altbayerischer Uradel bezeichnet. Auch die Ecker von Neuhaus stammen aus Altbayern; Herzog Heinrich übergibt 1440 das Schloss Neuhaus bei Schärding an Hans und Heinrich Ecker zu Pelhaim und ihren Erben. Die Ecker von Eckheim werden als  Stammesgenossen der Ecker von Pöring und Neuhaus genannt. Von den Eckern zu Pöring wird 1417 Hans als Landschreiber von Niederbayern erwähnt, er verschrieb 1429 dem Fürsten die Öffnung von Pöring. Die Eckher von Kapfing sind mit den Ecker von Pöring verwandt; sie sind von 1394 bis 1562 als Inhaber der Hofmark Oberpöring nachweisbar. Von den niederbayerischen Eckern von Vilsöhl ist Marx Ecker von Vilsöhl bekannt, der 1525 starb.
Die Ecker von Eckhofen sind hingegen ein schlesischer Adel, der die Freiherrnwürde durch den bayerischen König am 22. Mai 1817 erhalten hat. Von dieser Familie sind Hans Heinrich von Ecker und Eckhoffen und sein Bruder Hans Karl von Ecker und Eckhoffen als Freimaurer bekannt geworden.

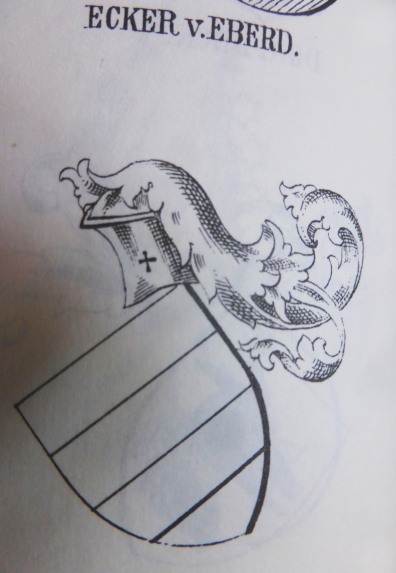
Wappen der Ecker von Eberding
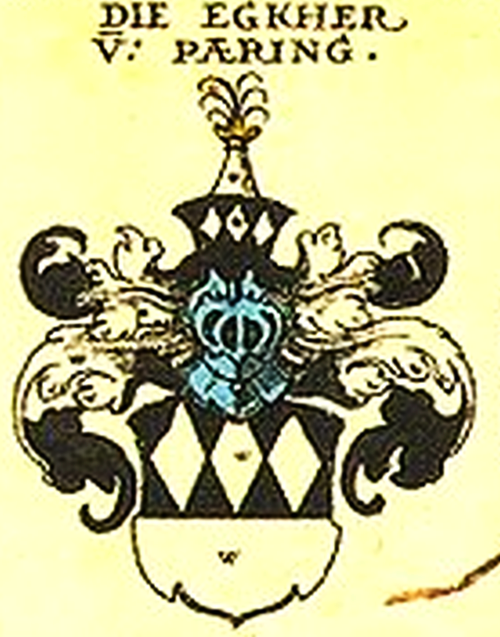
Wappen der Ecker von Pöring
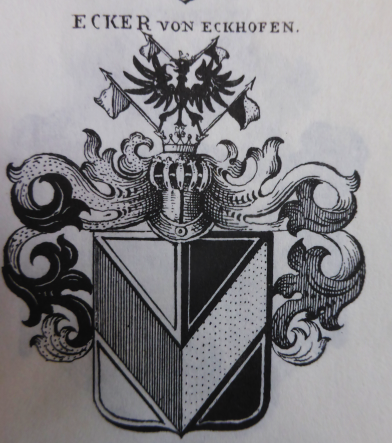
Wappen der Ecker von Eckhofen